# Mike Hill

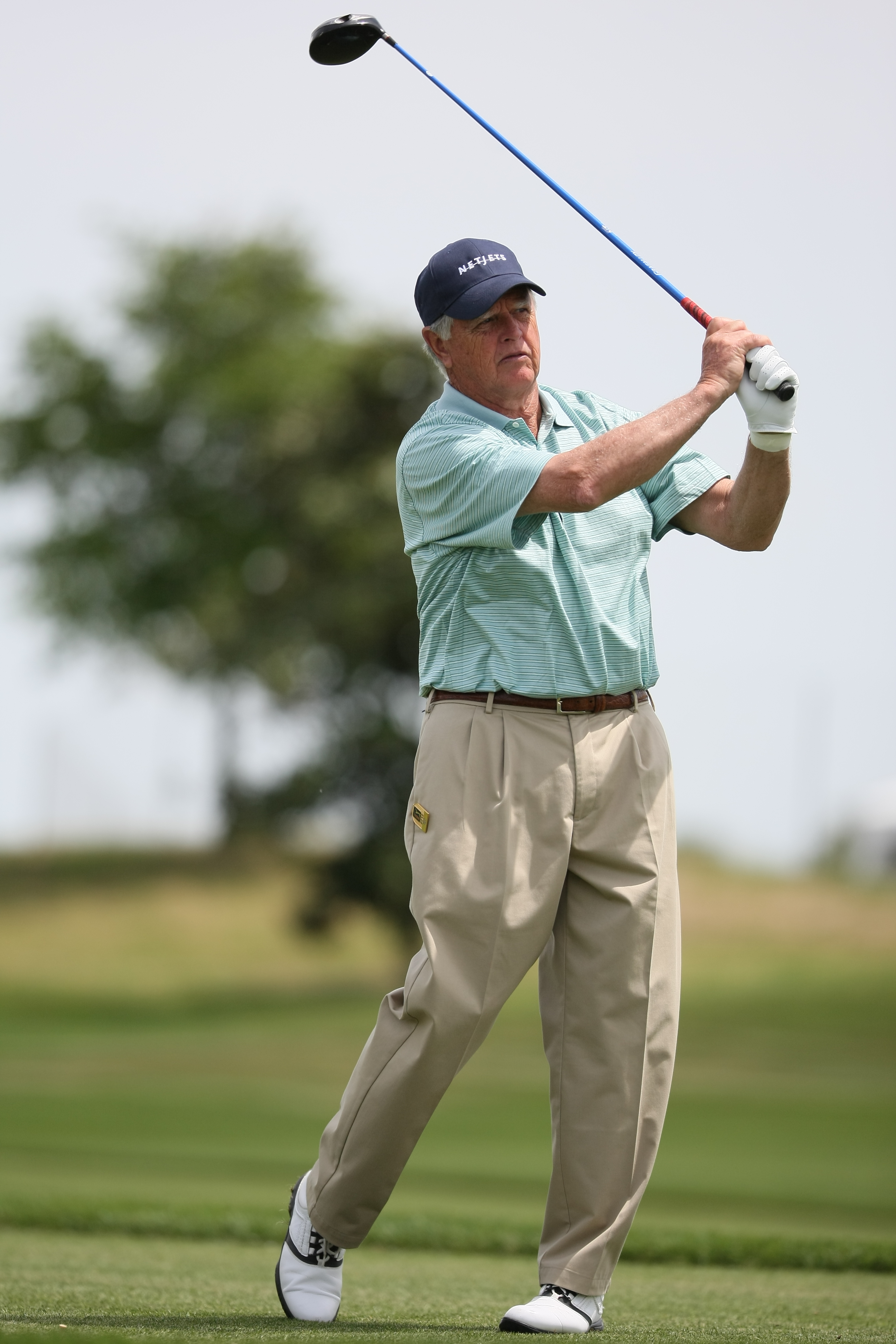
Mike Hill.

Michael Joseph "Mike" Hill, född 27 januari 1939 i Jackson, Michigan, död 4 augusti 2025 i Ann Arbor, Michigan, var en amerikansk professionell golfspelare. 
Hill hade en förhållandevis medelmåttig karriär på den ordinarie PGA-touren med sammanlagt tre segrar. Hans framgångar kom när han vid fyllda femtio år började spela på Champions Tour (seniortouren), där han under åren 1990–1996 samlade ihop inte mindre än 18 segrar och han var den vinstrikaste spelaren där under 1991 med 1 065 657 $. Under perioden 1989–1999 var hans samlade vinstsumma 6 782 428$.